# Allmende
Die Allmende (auch die Gemeindeflur oder das Gemeindegut; in der Schweiz die Allmend, Allmënt, Allmeind oder Allmein) ist ein Teil des Gemeindevermögens (Landfläche, Gewässer, Wald), das als gemeinschaftliches Eigentum von der gesamten Bevölkerung benutzt werden darf.

## Etymologie
Das Wort Allmende stammt aus dem altnordischen Wort „almenningr“, was so viel wie „was jedem gehört“ bedeutet, gleichgültig, ob es sich um Allmendeland, Allmendewald oder Allmendegut handelte. Nach der um 1138 verfassten Roskilde-Chronik war es Harold Henn, der 1076 die Allmendewaldrechte der Bauern vorgab.
Im Mittelhochdeutschen wurde das Wort als „al(ge)meinde, almeine“ oder „almeide“ übernommen („Gemeindeflur“ oder „Gemeinweide“) und bezeichnete ein im Besitz einer Dorfgemeinschaft befindliches Grundeigentum innerhalb einer Gemarkung. Sprachliche Varianten sind auch Allmeind, Allmande, in Teilen Südtirols Gemoana und im nordwestlichen niederdeutschen (niedersächsischen) Sprachraum Meent, was wiederum auf den alten Begriff der Meinheit hinweist.

## Allgemeines
Als landwirtschaftlicher Begriff bezeichnet Allmende oder „Gemeine Mark“ Gemeinschafts- oder Genossenschaftseigentum abseits der parzellierten landwirtschaftlichen Nutzfläche. Die Allmende ist somit jener Teil des Gemeindevermögens, der nicht unmittelbar im Interesse der ganzen Gemeinde zur Bestreitung derer Ausgaben verwandt wird, sondern an dem alle Gemeindemitglieder das Recht zur Nutzung haben.
Allmenden sind heute noch im Alpenraum, auf der schwedischen Insel Gotland, vereinzelt im Nord- und im Südschwarzwald (Hotzenwald) und in Südbayern, auf der Hallig Gröde, vor allem aber in ländlichen Gebieten der Entwicklungsländer verbreitet. Der Begriff der Trift, wie z. B. in Weidetrift, bezeichnet ein allen zugängliches Land oder einen Weg, der prinzipiell allmendehaft ist. Die Weidetrift wird beispielsweise im Alten Testament bei Ez 48,14–17  erwähnt.
Im über die Landwirtschaft hinausgehenden Sinne wird der Begriff in den Wirtschafts- und Sozialwissenschaften und den Informationswissenschaften verwendet (unter anderem Allmendegut, Wissensallmende, Tragik der Allmende und Tragik der Anti-Allmende). Dabei wird oft auch die englischsprachige Entsprechung (englisch commons) verwendet. Diese bezieht sich auch auf spezifische Landnutzungsrechte (Servitute), die bestimmten Bauern, den commoners, erlaubten und erlauben, auf Land in Privat-, Kron- oder Gemeineigentum zuzugreifen.

## Allmende als Rechtsform

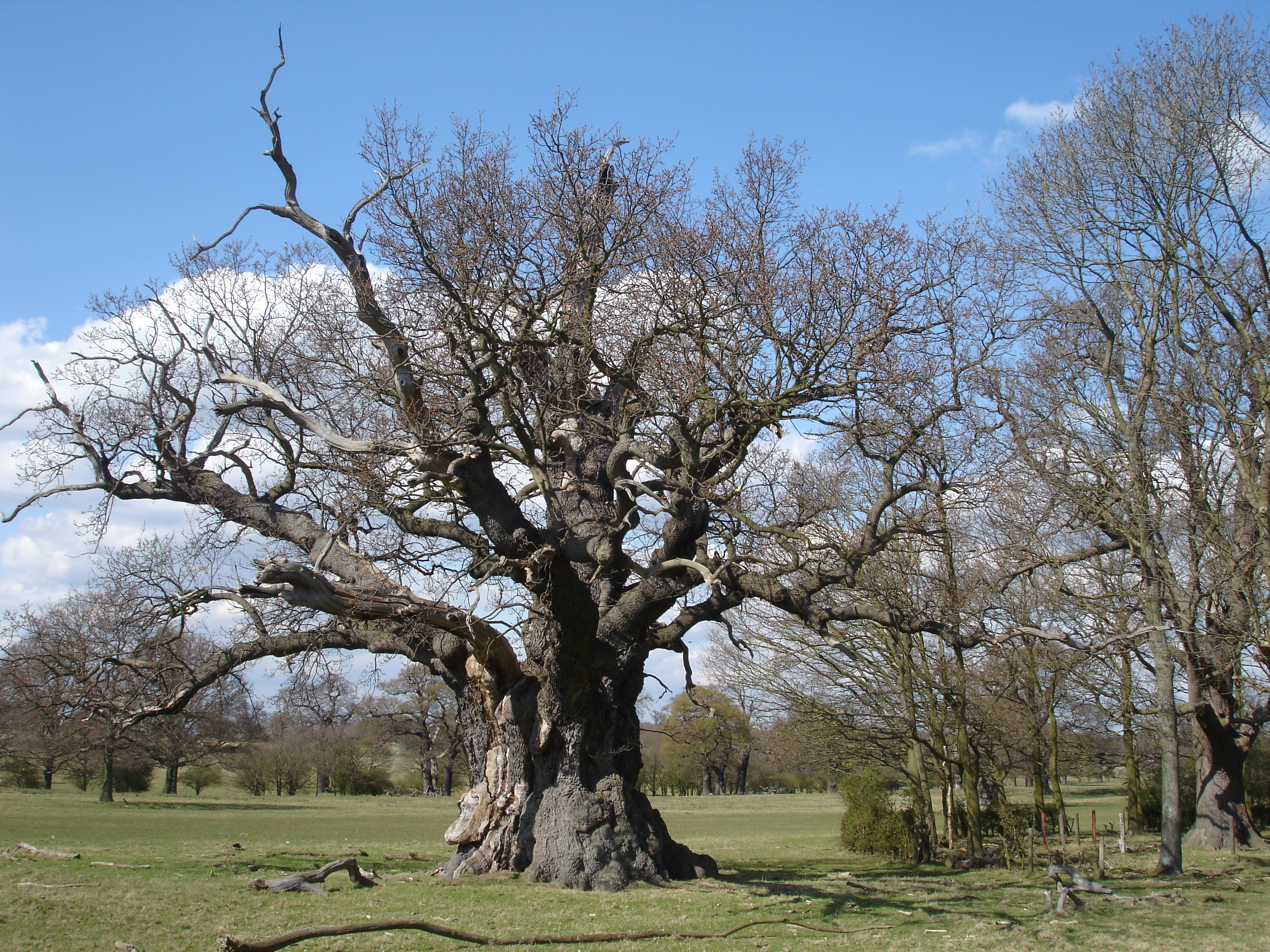
Huteeiche im Windsor Great Park

Die Allmende ist keine Rechtsform im Sinne des geltenden deutschen Zivilrechts oder sonstigen geltenden kodifizierten deutschen Rechts. Lediglich bestimmte Organisationsformen wie der Gemeindebesitz oder Genossenschaftsbesitz schaffen gewisse Rechtspositionen.
Die Allmende ist jener Teil des Gemeindevermögens, der nicht unmittelbar im Interesse der Gemeindeverwaltung zur Bestreitung ihrer Ausgaben verwendet wird, sondern an dem alle Gemeindemitglieder das Recht zur Nutzung, einhergehend mit einer Pflegeverantwortung, haben. Die Allmende besteht meist aus unbeweglichem Gut wie Wegen, dem Wald, Gewässern zur Löschwasserversorgung oder Weideland wie der Gemeindewiese, einem Hutewald oder Sömmerungsgebieten der Alpen (Alm/Alp), auf der jeder Berechtigte eine nach einem vereinbarten Schlüssel vorgegebene Anzahl von Nutztieren weiden lassen kann.
Die Nutzung ist meist auf Gemeindemitglieder beschränkt oder generell öffentlich zugänglich wie bei öffentlichen Wegen, Brunnen oder dem dörflichen Anger: Nur bei letzterem handelt es sich um Allgemeingut (ein Gemeingut im Sinne gemeinschaftlicher aneignender Wirtschaft), das keinen Eigentümer hat und bei dem die freie Benutzung als Grundrecht vorliegt.
Daneben gibt es auch Rechte von Nutzungsberechtigten (commons sowie commoners im Englischen). Sie umfassen Rechte (Servitute) wie:
- das Wasserrecht,
- das Weiderecht,
- das Fischereirecht,
- das Recht zum Abbau von Sand oder Kies und weiteren Rohstoffen im Rahmen des Bergregals sowie das Recht zum Torfabbau,
- das Mastungsrecht,
- das Recht zur Entnahme von Bau- und Brennholz („Bürgerholz“), oft auf kleinere Bäume und Fallholz begrenzt (Holzrecht). Die entsprechenden Rechte waren zumeist in Art und Menge begrenzt oder wurden vergünstigt abgegeben.
- Gemeinschaftlich auf Gemeindegrund angebaute zugeteilte Obstbäume oder Streuobstwiesen (etwa Kirschbäume) wurden den Bürgern zur freien Ernte auf Lebenszeit oder auch vererblich überlassen.

Im Genossenschaftswesen können die Nutzungsrechte in der jeweiligen Satzung geregelt werden. Das deutsche Genossenschaftsgesetz betont den „gemeinschaftlichen Geschäftsbetrieb“. Dies ist ein wesentlicher Förderungszweck, der allen Mitgliedern zu gewähren ist.
Allmenderecht
Nach Otto von Gierke bestand die Mark in einer Dorfanlage aus dem inneren Dorfraum, der Feldmark und der Allmende (auch „Meente“ oder „Gemein“), zu der Wald, Weide und Wasser sowie Ödland und entsprechende Wege gehörten. Jeder Dorfgenosse war befugt, die Allmende für seinen wirtschaftlichen Bedarf zu nutzen. Er durfte im Wald Bauholz, Brennholz und Nutzholz schlagen, mit seinem Vieh die Weide beschicken, jagen, angeln und Steine brechen. Ursprünglich durfte sich der Genosse sogar Teile der Allmende durch Rodung und Umhegung aneignen.

## Formen
Die Allmende wird entweder von allen Gemeindemitgliedern oder nur von einzelnen bestimmten Berechtigten (der Realgemeinde oder Nutzungsgemeinde) benutzt:
- Nutzung durch alle Gemeindemitglieder: In diesem Fall benutzt sie entweder die ganze Gemeinde ungeteilt oder sie wird alljährlich nach Losen verliehen oder unter öffentlicher Autorität verwaltet, und nur der Ertrag wird verteilt. Ein typisches Beispiel dafür ist der Anger.
- Nutzung durch einzelne Berechtigte: In diesem Fall bleibt die Allmende zwar Eigentum der Korporation, jedoch mit der Besonderheit, dass ihre Benutzung nicht allen Gemeindemitgliedern, sondern nur einer bestimmten Anzahl, meist den Besitzern bestimmter Güter (Bauernhöfe, Hofgüter, im Gegensatz zu den bloßen Katen), zusteht.

Die einzelnen Nutzungsanteile (Gemeindeteile, Rechtsame, Meenten, Waren, Gewalten) sind in der Regel als Zubehörungen der betreffenden Bauerngüter zu betrachten. Diese Nutzungsrechte an den Allmenden hängen mit den Verhältnissen der alten Markgenossenschaften zusammen, welche an Wald und Wiese noch nicht ein Alleineigentum, sondern nur ein durch Hofbesitz bedingtes Miteigentum zu ideellen Teilen kannten (und kennen).
Gemeinsam ist den Formen aber, dass die Rechte an die Gemeinde selbst oder die jeweiligen Höfe (im Sinne einer juristischen Person) gebunden sind. Die Inanspruchnahme des Anrechts erfordert Gemeindemitgliedschaft oder den Status eines Haushaltsvorstandes. Im Recht der schweizerischen Aktiengesellschaft gibt es zum Beispiel die Möglichkeit, in den Statuten das Nutzungsrecht auf die Familienmitglieder zu erweitern oder zu beschränken.

## Geschichte und Entwicklung
Im frühen Mittelalter gab es praktisch in jedem Dorf eine Allmende. Sie ging auf das Gemeineigentum der alten Markgenossenschaft, die „Gemeine Mark“ zurück. Vor allem in Norddeutschland waren Allmenden für die bäuerlichen Betriebe von besonderer Bedeutung, dort wurden sie oft als „Gemeinheiten“ bezeichnet. Heiden und Niedermoore dienten zur Plaggengewinnung und -düngung um einen intensiven Anbau auf Eschländereien zu ermöglichen. Sie dienten als Weide oder der Holzgewinnung. Großflächig vorhandene Hochmoore dienten der Torfgewinnung.
In Spanien gab es mit fortschreitender reconquista in den Gebieten mit freien Männern neu besiedelte Kommunen, zu deren Bestellung sich die Anrainer zusammenfanden. Daraus erwuchs eine bis heute vereinzelt erhaltene Grundeigentumsstruktur bedeutender ejido-Flächen (Feld-, Flur- und Waldgemeinschaften), die von den Kommunen in gemeinsamer Regie kultiviert und genutzt wurde. In den englischsprachigen Ländern war und ist ein Großteil des Landes im Eigentum der Krone (vgl. Kronland (Kanada)). Die Commons ermöglichten den Erwerb entsprechender Nutzungsrechte.
Im 15. und 16. Jahrhundert eigneten sich in Deutschland und England in vielen Fällen weltliche Herrscher die Gemeindeflächen an (Allmende-Raub), was möglicherweise auch ein Grund für den deutschen Bauernkrieg war. In der Schweiz kam es infolge der Bevölkerungszunahme im 15. Jahrhundert zu ersten Allmendteilungen, und im 16. und 17. Jahrhundert gingen die Gemeinden umfassend dazu über, den Dorfgenossen Nutzungsrechte (Gerechtigkeiten oder Rechtsamen) zuzuteilen, was den Gemeindebesitz zunehmend in Sondereigentum verwandelte.
Zu einer noch stärkeren Verkleinerung der Allmende kam es durch Inanspruchnahme durch Markkötter, die seit Anbeginn der Neuzeit durch Allmenderodungen Landbesitz zu erringen suchten. In England trieb die Enclosure-Bewegung die Kommerzialisierung der britischen Landwirtschaft voran und wurde zu einer wichtigen Bedingung für die industrielle Revolution. Der Wegfall der Allmende führte zu wirtschaftlichen Beeinträchtigungen und Verarmung von Kleinbauern. Aus der verarmten und durch das Bevölkerungswachstum zunehmenden Landbevölkerung rekrutierte sich dann die Arbeiterschaft in den schnellwachsenden nordenglischen Industriestädten.
Ende des 19. Jahrhunderts wurde durch die Intensivierung der Landwirtschaft vielfach eine Teilung der Allmenden (siehe auch Gemeinheitsteilung, Markenteilung, Separation oder Verkoppelung) herbeigeführt, welche juristisch nichts anderes war als völlige Veräußerung des Eigentums der Korporation an die Gemeindeglieder und zu einer frühen Form der Flurbereinigung führte.
Das ursprüngliche Rechtsgut der Allmende hat sich vereinzelt in Süddeutschland sowie in den Alpengebieten Österreichs und der Schweiz erhalten, während in den meisten Fällen die Allmende in das Eigentum der Einzelberechtigten oder der politischen Gemeinde oder in dasjenige einer besonderen Nutzungsgemeinde (Real-, Nachbar-, Alt-, Mark-, Bürgergemeinde) übergegangen ist.
Weil vielfach die überlieferten Bewirtschaftungsregeln für die Allmendeflächen nicht mit modernen landwirtschaftlichen Methoden in Einklang zu bringen waren, ging im 20. Jahrhundert die wirtschaftliche Nutzung der Allmende weitgehend zurück. Oft wurde dann auf solche Flächen z. B. für die Schaffung von Neubau- oder Industriegebieten oder Sportanlagen zurückgegriffen.

## Moderne Allmenden
Auf der Suche nach Bewältigungsstrategien für die ökologischen Krisen des 21. Jahrhunderts rückte die Allmendbewirtschaftung wieder in den Fokus der Öffentlichkeit. Gleichzeitig werden Allmenden und Allmendegüter im Zuge der Finanzkrise zunehmend privatisiert. Michael Hudson von der University of Missouri kritisiert, dass private Finanzunternehmen sich zunehmend vom Kreditgeschäft ab- und dem Aufkauf von natürlichen Ressourcen, Infrastrukturen und Allmendegütern (z. B. Wasser, Inseln, aber auch Ausbildungseinrichtungen) in den von der Austeritätspolitik von Weltbank und IMF besonders betroffenen Staaten zuwenden, die diese zu ungünstigen Konditionen abgeben müssen. Daraus können die Finanzinvestoren hohe permanente Renten beziehen. Dies kann als moderne Form des Allmende-Raubs angesehen werden.

### Alpgenossenschaften
Im ganzen Alpen- und Voralpenraum existieren Allmenden auch heute, zum Beispiel in der Schweiz in der Allmendkorporation Reiti in Horgen am Zürichsee. Diese Allmenden sind teils privatrechtlich, teils (als Korporationsgemeinden) öffentlichrechtlich organisiert. Manche alpine Allmenden (Allmeinden) umfassen neben Alpweiden und Wäldern auch Immobilien, so etwa die Oberallmeindkorporation Schwyz. Bei Allmenden, die Alpweiden umfassen, haben die beteiligten Landwirte das Recht, ihr Vieh nach bestimmten Nutzungsregeln darauf weiden zu lassen. Die Nutzung wird nach Kuhrechten vergeben. Ein Kuhrecht besagt, dass der Landwirt eine Kuh darauf weiden lassen darf. Auch sind die Weide- und Triftwege, welche zu den verschiedenen Wirtschaftsflächen der Bauern führen, meist Gemeingut. Ebenso gibt es im norditalienischen Fusine noch Gemeinschaftsalmen mit Kuhrechten.

### Allmendweiden
In Deutschland existieren solche heute (2010) zum Beispiel im südlichen Hotzenwald um die Gemeinde Ibach herum sowie in Südbayern.
In Nordamerika beruht das Projekt Buffalo Commons zur Wiederverbreitung des Amerikanischen Bisons in den Great Plains auf dem Prinzip der Allmend-Bewirtschaftung.

## Der Begriff der Allmende im übertragenen Sinn
In erweiterter Form findet der Begriff auch in den Wirtschafts- und Sozialwissenschaften und der Informatik Verwendung:
- So werden in der Mikroökonomie allgemein bestimmte Güter als Allmendegüter bezeichnet.
- Als Wissensallmende, englisch commons, bezeichnet man gemeinsames Gut der modernen Informationsgesellschaft.[16]
- Die Tragik der Allmende (the tragedy of the commons) führt zur Übernutzung einer Ressource, wenn zu viele Eigner das (faktische) Recht haben, die Ressource zu nutzen, keine wirksamen Nutzungsregeln bestehen und keiner das (faktische) Recht hat, andere von der Nutzung auszuschließen.[17]
- Die Tragik der Anti-Allmende (the tragedy of the anticommons) führt zur Unternutzung einer Ressource, wenn viele Eigentümer das Recht haben, andere von der Nutzung der Ressourcen auszuschließen und keiner ein effektives Nutzungsprivileg hat.[18]

Der englische Begriff Tragedy of the Commons wird unter anderem auf Überlegungen von William Forster Lloyd (1795–1852) zur Bevölkerungsentwicklung zurückgeführt.
Nach Joachim Radkau steht er damit in einer ganzen Reihe von Wissenschaftlern und Agrarreformern, die seit dem 18. Jahrhundert ein angebliches Allmendeproblem diskutierten und exemplarisch für die Abschaffung von hergebrachten Formen des Gemeineigentums verwendeten. Der Mikrobiologe und Ökologe Garrett Hardin erweiterte den Begriff 1968 in einem Essay für die Zeitschrift Science, ebenfalls unter dem Titel The Tragedy of the Commons. Die (deutsch) Tragik der Allmende wäre nach Hardin ein unvermeidliches Schicksal der Menschheit, würde man nur nach technologischer Lösung suchen. Um diesem Schicksal zu entgehen, muss man vielmehr seine Perspektive ändern und das Problem nicht mehr nur als einzelne Individuen, sondern auch als eine Gemeinschaft betrachten und angehen. Ob für die Gemeinschaft eine Privatisierung oder staatliche Regelung der Allmende die bessere Lösung ist, lässt Hardin in diesem Essay erstmal offen. Hardin, der sich selbst in die Tradition Robert Malthus stellt, sah den Begriff als Metapher für Überbevölkerung und forderte eine globale Geburtenkontrolle und rigide internationale Beschränkungen etwa des Fischfangs. 1994 relativierte Hardin seine Kritik der Allmende in dem Artikel The Tragedy of the Unmanaged Commons.
Radkau sieht bei Hardin eine deutlich veränderte Verwendung des Allmendebeispiels. Hardin fordere damit nicht mehr den privaten Zugriff auf ehemals gemeinsam verwaltete Güter. Es ging umgekehrt um eine vermehrte staatliche oder internationale Regulation von Gemeingütern auf globaler Ebene (eine „Ökodiktatur“ bei Radkau:S. 92).
Auf die tatsächliche Allmendewirtschaft gehe die Modellvorstellung in beiden Ausprägungen kaum ein. Diese sei (gerade auch bei einer gewissen Überweidung) ökologisch sehr interessant und von einem großen Artenreichtum geprägt. Die Allmendewirtschaft geht mittlerweile mit wissenschaftlich begründeten Strategien nachhaltig vor. Die wahre 'Tragik der Allmende' bestand Radkau zufolge im Aufruf zu einer „ökonomischen“, sprich ungehemmten Nutzung der Allmendebestände, was in der Neuzeit auch eingetreten sei und im Sinne einer 'self fulfilling prophecy' zeitweise krisenhafte Auswirkungen hatte.
Moderne Formen der Allmenderegulierung, im direkten bezogen auf die Ressource Landschaft wie im übertragenen, sozialwissenschaftlichen Sinn sind mittlerweile Gegenstand von internationalen Forschungsprojekten wie auch der Untersuchung von Handlungs- und Prozessmustern etwa in der Psychologie. Elinor Ostrom erhielt gemeinsam mit Oliver E. Williamson 2009 den Wirtschaftsnobelpreis. Ostrom habe gezeigt, „wie gemeinschaftliches Eigentum von Nutzerorganisationen erfolgreich verwaltet werden kann“.
In der Entwicklungspolitik, etwa am Beispiel des landwirtschaftlichen Umbruchs in China werden unter dem Schlagwort „the tragedy of the commons revisited“ statt einer modellhaft strikten Unterscheidung zwischen privatem, staatlichem oder Gemeineigentum und einer gänzlich freien Verfügbarkeit historisch wie aktuell Übergangsformen festgestellt und ein Co-Management derselben empfohlen.

## Volkswirtschaftslehre
Da die Allmende durch die gesamte Bevölkerung genutzt werden darf, kann niemand von der Nutzung ausgeschlossen werden. Bei starker Nutzung durch die Bevölkerung entsteht jedoch Rivalität. Rivalität bedeutet, dass jeder Dorfbewohner, der beispielsweise einen kleinen Teich zum Angeln benutzt, den Nutzen für weitere Bewohner schmälert, weil sich die Anzahl der Speisefische verringert. Im Extremfall zeigt sich dies in der Übernutzung (Überweidung von Agrarflächen, Überjagung der Tierwelt, Überfischung der Weltmeere, Raubbau an Wäldern, aber auch Verkehrsinfarkt im Straßennetz, und Umweltbelastung) der Allmende.

## Veröffentlichungen
- David Bollier: Think Like a Commoner. A Short Introduction to the Life of the Commons. Perseus Books, 2014, ISBN 978-0-86571-768-8.
- David Bollier, Silke Helfrich, Heinrich-Böll-Stiftung (Hrsg.): Die Welt der Commons. Muster gemeinsamen Handelns. transcript, Bielefeld 2015, ISBN 978-3-8376-3245-3.
- Johannes Heimrath: Die Commonie. Versuchsanordnung für eine Post-Kollaps-Gesellschaft des guten Lebens. thinkOya, Klein Jasedow 2014, ISBN 978-3-927369-73-3.
- Andrea Baier, Christa Müller, Karin Werner: Stadt der Commonisten: Neue urbane Räume des Do it yourself. transcript, Bielefeld 2013, ISBN 978-3-8376-2367-3.
- Ulrich Grober: Was allen gehört – Über die Wiederkehr der Allmende. Eine Spurensuche. In: Greenpeace Magazin. Nr. 3, 2012.
- Andreas Exner, Brigitte Kratzwald: Solidarische Ökonomie & Commons. Intro. Mandelbaum kritik & utopie, Wien 2012, ISBN 978-3-85476-607-0.
- Silke Helfrich, Heinrich-Böll-Stiftung (Hrsg.): Commons. Für eine neue Politik jenseits von Markt und Staat. transcript, Bielefeld 2012, ISBN 978-3-8376-2036-8.[32]
- Silke Helfrich (Hrsg.), Elinor Ostrom: Was mehr wird, wenn wir teilen. Vom gesellschaftlichen Wert der Gemeingüter. oekom verlag, München 2011, ISBN 978-3-86581-251-3.
- Silke Helfrich (Hrsg.): Wem gehört die Welt? Zur Wiederentdeckung der Gemeingüter. 2. Auflage. oekom verlag, München 2009, ISBN 978-3-86581-133-2.
- Landesanstalt für Umweltschutz Baden-Württemberg (LfU) (Hrsg.): Wälder, Weiden, Moore. Naturschutz und Landnutzung im Oberen Hotzenwald. (= Naturschutz-Spectrum, Themen. Band 94). Verlag Regionalkultur, Heidelberg u. a. 2004, ISBN 3-89735-268-0.
- Dirk Lederbogen, Gert Rosenthal, Dagmar Scholle, Jürgen Trautner, Beate Zimmermann, Giselher Kaule (Hrsg.): Allmendweiden in Südbayern: Naturschutz durch landwirtschaftliche Nutzung (= Angewandte Landschaftsökologie. H. 62). BfN-Schriften-Vertrieb im Landwirtschaftsverlag, Münster 2004, ISBN 3-7843-3734-1.
- Martin Leonhard, Markus Mattmüller: Allmend. In: Historisches Lexikon der Schweiz.
- Christian Müller, Manfred Tietzel: Allmende-Allokationen. In: Manfred Tietzel (Hrsg.): Ökonomische Theorie der Rationierung. München 1998, S. 163–201.
- Elinor Ostrom: Governing the Commons. The Evolution of Institutions for Collective Action. Cambridge University Press, Cambridge u. a. 1990, ISBN 0-521-40599-8.
  - deutsch: Die Verfassung der Allmende. Jenseits von Staat und Markt (= Die Einheit der Gesellschaftswissenschaften. Band 104). Übersetzt von Ekkehard Schöller. Mohr Siebeck, Tübingen 1999, ISBN 3-16-146916-X.
- Louis Carlen: Allmende. In: Lexikon des Mittelalters (LexMA). Band 1. Artemis & Winkler, München/Zürich 1980, ISBN 3-7608-8901-8, Sp. 439 f.
- Bernd Schildt: Allmende. In: Handwörterbuch zur deutschen Rechtsgeschichte. Band 1: Aachen – Geistliche Bank. 2., völlig überarbeitete und erweiterte Auflage. Schmidt, Berlin 2008, ISBN 978-3-503-07912-4, Sp. 169–180 (mit umfänglicher Bibliographie bis einschließlich 2003, Sp. 178 ff.).
- Daniel Schläppi, Malte-Christian Gruber (Hrsg.): Von der Allmende zur Share Economy. Gemeinbesitz und kollektive Ressourcen in historischer und rechtlicher Perspektive. Reihe Beiträge zur Rechts-, Gesellschafts- und Kulturkritik, Band 15. Berliner Wissenschafts-Verlag, ebenda 2018, ISBN 978-3-8305-3833-2.
- Theodor Felber: Die Allmenden des alten Landes Schwyz. Mit einer Kartenbeilage. In: Jahresberichte der Geographisch-Ethnographischen Gesellschaft in Zürich. Band 2, 1900/1901, ISSN 1013-8854, S. 61–84, Digitalisat.
- Hartmut Zückert: Allmende und Allmendaufhebung. Vergleichende Studien zum Spätmittelalter bis zu den Agrarreformen des 18./19. Jahrhunderts (= Quellen und Forschungen zur Agrargeschichte. Band 47). Lucius & Lucius, Stuttgart 2003, ISBN 3-8282-0226-8.
- Otto Bauer: Der Kampf um Wald und Weide. Wien 1925.
- Heinrich Moosberger: Die Bündnerische Allmende. Dissertation Universität Zürich, Senti, Chur 1891. Digitalisat[33]